# Hans Blix
Hans Blix (* 28. červen 1928, Uppsala) je švédský diplomat a politik.

## Život
Studoval práva na univerzitě v rodné Uppsale, poté na Univerzitě ve Stockholmu, na Kolumbijské univerzitě v New Yorku a doktorát nakonec získal na Univerzitě v Cambridge.
Kariéru diplomata začal roku 1961, kdy se stal členem stálé delegace Švédska ve Valném shromáždění OSN. Zde působil do roku 1981. V letech 1962-1978 byl členem švédské delegace na mezinárodní konferenci o odzbrojení v Ženevě. Roku 1978 byl krátce švédským ministrem zahraničí. V letech 1981–1997 byl generálním ředitelem Mezinárodní agentury pro atomovou energii. V této funkci čelil zejména kritice Spojených států, zejména poté, co se po invazi Američanů do Iráku v roce 1991 ukázalo, že Irák měl tajný jaderný program, ačkoli Blix po celá 80. léta dával záruky, že Iráčané na výrobě atomové bomby nepracují.
V letech 2000–2003 byl inspektorem OSN pro kontrolu zbraní. V této funkci se postavil do čela komise OSN, která měla zjistit, zda Irák vyrábí zbraně hromadného ničení. V lednu 2003 Blix oznámil, že Irák s komisí odmítá spolupracovat. Americký prezident George W. Bush to použil jako základní důkaz toho, že válka proti Iráku je nezbytná - v březnu 2003 zahájil letecké útoky na Irák. V červnu 2003 Blix prohlásil, že Irák zbraně hromadného ničení nevyvíjel a rezignoval na svou funkci. O rok později vydal knihu Disarming Iraq, ve které tvrdě kritizoval Bushovu politiku a invazi do Iráku.